# 走私、贩卖、运输、制造毒品罪
走私、贩卖、运输、制造毒品罪，是指《中华人民共和国刑法》所规定的一个罪名，最高可以判处死刑，是俗称的“八大罪”之一。

## 量刑
有下列情形之一的，处15年有期徒刑、无期徒刑或者死刑，并处没收财产：
1. 走私、贩卖、运输、制造鸦片1000克以上、海洛因或者甲基苯丙胺50克以上或者其他毒品数量大的；
2. 走私、贩卖、运输、制造毒品集团的首要分子；
3. 武装掩护走私、贩卖、运输、制造毒品的；
4. 以暴力抗拒检查、拘留、逮捕，情节严重的；
5. 参与有组织的国际贩毒活动的[1]。

## 案例
刘招华，曾任武警、法院法警，其后下海经商并在朋友介绍下，接触冰毒此后成为特大毒贩，制造30吨冰毒并销售了其中18吨，亦因此成为中国公安部A级通缉犯，最终在广州查获他的12吨冰毒，是中国大陆目前毒品最大的查获量，最终于2009年被执行死刑。